# Edmund Osthaus
Edmund Henry Osthaus (* 5. August 1858 in Einum bei Hildesheim, Königreich Hannover; † 29. Januar 1928 in Marianna, Florida) war ein deutsch-amerikanischer Genre-, Landschafts- und Tiermaler sowie Illustrator der Düsseldorfer Schule, der sich auf die Darstellung von Jagdhunden spezialisierte.

## Leben
Osthaus war ein Sohn des aus wohlhabender Bauernfamilie stammenden Ferdinand Heinrich (Henry) Engelbert Osthaus aus Einum im Königreich Hannover, der die Engländerin Henrietta Maria Hunneman(n) geheiratet hatte. Bereits als Kind zeichnete er leidenschaftlich Tiere. Die Familie emigrierte 1864 im Zuge der Inthronisierung Maximilians I. nach Mexiko. Als dessen Kaiserreich im Verlauf der französischen Interventionskriege scheiterte, floh die Familie in die Vereinigten Staaten und kehrte zunächst wieder nach Deutschland zurück. 1882 wanderten die Eltern erneut in die Neue Welt aus und siedelten sich in Oshkosh (Wisconsin) an.
Osthaus’ Vater, der seinen Sohn eigentlich für eine Architektenausbildung vorgesehen hatte, stimmte schließlich einer künstlerischen Ausbildung an der Kunstakademie Düsseldorf zu. Nachdem Osthaus das Gymnasium Josephinum Hildesheim absolviert hatte, studierte er in den Jahren 1875 bis 1880 an der Düsseldorfer Akademie bei den Lehrern Peter Janssen dem Älteren, Andreas und Karl Müller, Julius Roeting und Eduard Gebhardt. Außerdem ließ er sich als Privatschüler von dem Düsseldorfer Maler Christian Kröner in der Jagd- und Tiermalerei unterrichten.

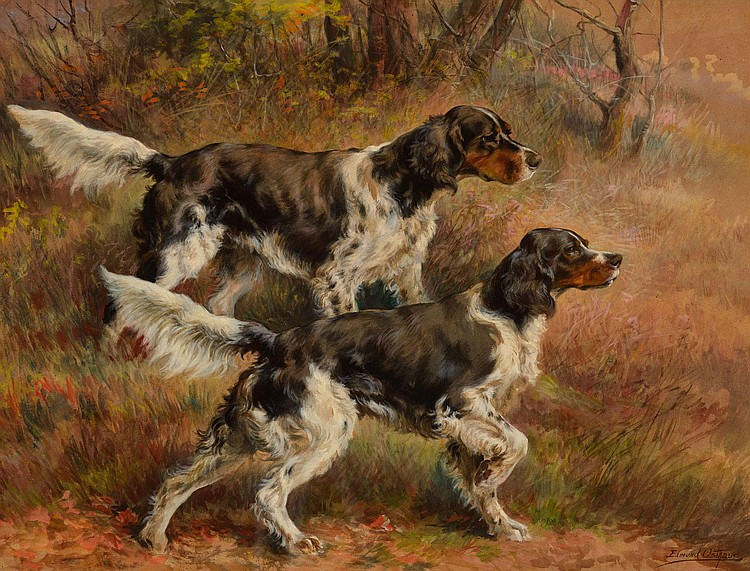
English Setters

1883, im Alter von 25 Jahren, zog Osthaus zusammen mit seinem Bruder Carl Wilhelm Ferdinand (* 1862), einem späteren Philologen und Professor für Deutsch an der Indiana University, zu den Eltern nach Oshkosh, wo er als freischaffender Landschafts- und Tiermaler arbeitete. Seine Schwester, die zukünftige Marie Osthaus Griffith, bildete er zu einer Landschafts- und Blumenmalerin aus. Auf Betreiben von David Ross Locke (1833–1888), Herausgeber der Tageszeitung Toledo Blade, den Osthaus auf einer Angeltour kennengelernt hatte, wurde er 1886 zum Leiter der Toledo Academy of Fine Arts in Toledo (Ohio) berufen, nachdem er dort bereits einige Zeit als Lehrer gearbeitet hatte. Er verließ diese Akademie 1893, als sie schließen musste. 1894 starb seine Ehefrau Charlotte M. Becker, die er am 27. Juli 1892 in Wisconsin geheiratet hatte.

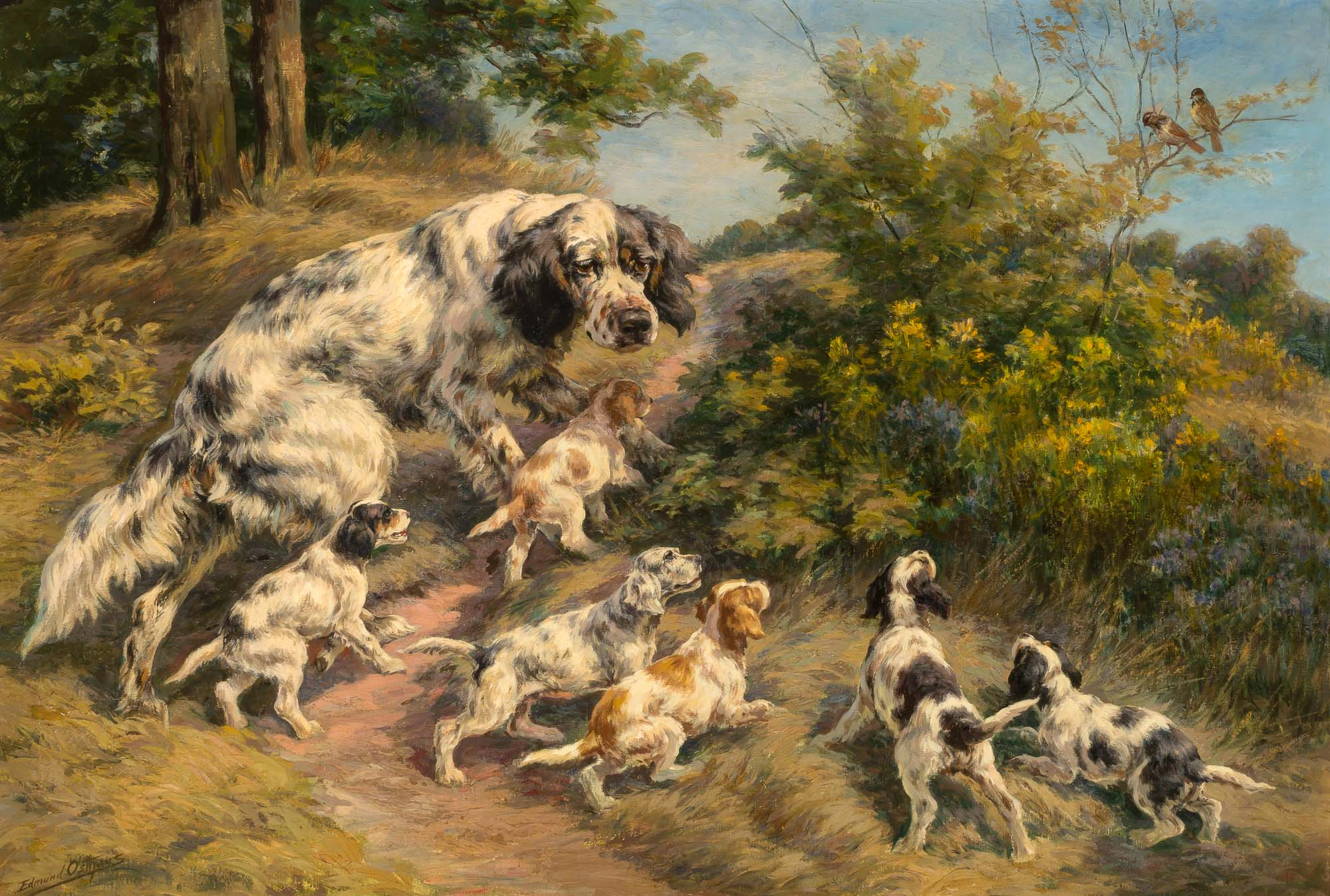
The First Lesson (A Setter and Her Six Pups) – Der erste Unterricht (Eine Setterhündin und ihre sechs Welpen)

Als freischaffender Maler eröffnete er ein Atelier an der Ecke Madison Avenue/11th Street von Toledo. In den 1890er Jahren avancierte er – auch dank gesellschaftlicher Kontakte innerhalb der Jäger- und Anglerschaft, der er als passionierter Jäger und Angler angehörte – zu einem der führenden Tiermaler der Vereinigten Staaten. Bekannt wurde er insbesondere durch Hundeporträts, die etwa auf Kalendern, Postkarten und Lithografien der Du Pont Gunpowder Company aus Wilmington, Delaware, vertrieben wurden. Als Illustrator arbeitete er für verschiedene Zeitungen und Magazine, etwa für The Saturday Evening Post, Field & Steam, Collier’s, McCall’s, The Literary Digest und Cosmopolitan.
Außerdem züchtete er Pointer und Setter. Im November 1895 gehörte Osthaus zu den Gründern der National Field Trial Association, die in Newton, North Carolina, ins Leben gerufen wurde. 1897 trat er dem Toledo Tile Club bei. Ferner gehörte er der Society of Western Artists (1896–1914) an. Um seinen Kunden an der Ostküste zu entsprechen, richtete er Ende der 1890er Jahre ein zweites Atelier an der West 39th Street in New York City ein. In der New Yorker St. Patrick’s Cathedral heiratete er am 18. Februar 1903 Isabel Carleton aus Port Huron, Michigan, die im Januar 1904 den Sohn Franz Egon gebar. 1911 eröffnete Osthaus ein weiteres Atelier im Walker Theater Building in Los Angeles, Kalifornien, wo er fortan seinen Lebensmittelpunkt hatte. Daneben hatte er Wohnsitze in Ohio und New Jersey sowie eine Jagdhütte in Marianna, Florida. In der Nacht vom 28. auf den 29. Januar 1928 verstarb er in seiner Jagdhütte, wo er den Winter zu verbringen pflegte.
Osthaus’ Malerei ist insbesondere im Toledo Museum of Art, Oshkosh Public Museum, Washington County Museum of Fine Arts (Hagerstown, Maryland), Port Huron Museum, Canton Museum of Art, Butler Institute of American Art und American Kennel Club vertreten. Auf dem Kunstmarkt erzielen Werke von Osthaus regelmäßig hohe Preise. Bei einer Auktion Ende 2005 wurde Osthaus’ Waiting for Master, ein Gemälde mit drei Pointers, das lange in der „Osthaus Gallery“ genannten Lobby der Firma Dana Corporation in Toledo gehangen hatte, für $ 108.000 versteigert.